# Sciara melaleuca
Sciara melaleuca är en tvåvingeart som beskrevs av Edwards 1928. Sciara melaleuca ingår i släktet Sciara och familjen sorgmyggor. Inga underarter finns listade i Catalogue of Life.